# Хаттаб
Амір ібн аль-Хаттаб (справжнє ім'я — Самір Саліх бін Абдулла ас-Сувейлім) (14 квітня 1969 — 20 березня 2002) — польовий командир, найманець, керівник Чеченської Республіки Ічкерії, який боровся за незалежність від Російської Федерації в 1995—2002, прихильник створення «Чеченської ісламської держави». 
Проповідував ідеї ісламу та священної війни проти загарбників, чим він і займався і до війни в Ічкерії, беручи участь у бойових діях у Афганістані (1987—1992) та Таджикистані (1993). Був одним з керівників ісламських організацій «Ісламська міжнародна миротворча бригада» та «Вища військова рада об'єднаних збройних сил Кавказу».
Походження Хаттаба довгий час було загадкою і лише після його смерті Абу Умар, рідний брат Хаттаба, дав інтерв'ю для преси. Аль-Хаттаб народився в Саудівській Аравії, його батько був арабом, а мати черкескою.  

## Біографія

### Центральна АзіятаБалкани
У віці 16 років Хаттаб залишив Саудівську Аравію для участі в боротьбі проти Радянського Союзу під час вторгнення радянських військ до Афганістану. Під час антирадянського джихаду в Афганістані Хаттаб зустрівся з арабським терористом Осамою бен Ладеном, але згодом вони втратили контакт. Протягом цього часу він був поранений, через що його права рука стала недієздатною, також він втратив декілька пальців після вибуху саморобної гранати (які потім почали називати «Хаттабками»).
Вірменські джерела стверджують, що в 1992 році він був одним з багатьох чеченських добровольців, які допомагали Азербайджану в бойових операціях за Нагірний Карабах, де він нібито зустрів Шаміля Басаєва, однак азербайджанське Міністерство оборони заперечує будь-яку причетність Хаттаба до Нагірно-карабаської війни.
З 1993 по 1995 рік Хаттаб брав участь у боротьбі разом з ісламською опозицією в Таджикистані під час громадянської війни. Перед від'їздом до Таджикистану, в 1994 році, аль-Хаттаб віддав власного кролика Абдуль-Кариму Хадиру, кролика назвали на честь Хаттаба.

### Перша чеченська війна
За словами його брата, вперше Хаттаб почув про чеченський конфлікт по афганському телебаченню у 1995 році. В тому ж році він прибув до Чечні, видаючи себе за тележурналіста. Він був першим, хто почав виробництво відеоматеріалів чеченських повстанських боїв та операцій з метою сприяння збору коштів та деморалізації противника.
Під час першої чеченської війни Хаттаб брав участь у боротьбі з російськими військами, а також був посередником між іноземними мусульманськими фінансовими джерелами та місцевими бойовиками. Щоб допомогти забезпечити фінансування і розповсюдження повідомлень про хід опору, він часто супроводжується щонайменше одним оператором.
На рахунку його підрозділів було зараховано декілька руйнівних засідок проти російських колон в чеченських горах. Його перший бій був у жовтні 1995 року, це був напад із засідки на російський склад, в результаті цього нападу загинули 47 солдат. 16 квітня 1996 року загін Хаттаба, близько ста вояків, розгромили колону 245-го мотострілецького полку федеральних сил Росії. Бій відбувся в Шатойському районі Чечні за 1,5 км на південь від села Яришмарди. З боку Росії загинуло приблизно 100 солдатів, також було знищено близько двох чи трьох десятків автомобілів.
У ході війни Шаміль Басаєв став його найближчим союзником і особистим другом. Він також був пов'язаний із Зелімханом Яндарбієвим, який нагородив Хаттаба двома вищими чеченськими військовими нагородами, орденом Пошани і медаллю «Хоробрий воїн», також перевів його в чин генерала.
Старший чеченський командир на прізвище Ізмайлов розповів пресі, як наприкінці війни Хаттаб закликав до стриманості, посилаючись на Коран, коли чеченці хотіли вбивати тих, кого вони вважали зрадниками.

### Чечня та Дагестан
Після закінчення війни Хаттаб був у розшуку Інтерполом на прохання Росії, став відомим польовим командиром, мав власну маленьку армію, яка складалась з групи арабських добровольців, турків і інших іноземних бойовиків, які приєднались до нього під час першої війни. Він створив мережу воєнізованих таборів, розташованих в гірській частині республіки, які навчали не лише чеченців, але також і мусульман з республік Північного Кавказу та Центральної Азії.
Починаючи з 22 грудня 1997 року, протягом року після підписання у Хасав-Юрті договору про закінчення першої війни в Чечні, арабські моджахеди і групи дагестанських заколотників напали на базу 136-ї бронетанкової бригади 58-ї армії РФ, розташовану в Буйнакську, Дагестан. Чеченські джерела повідомили про знищення 300 автомобілів на цій базі, в тому числі 50 новеньких танків Т-72, а російські джерела повідомили про знищення тільки 10 та пошкодження 15 автомобілів. У тому ж році Хаттаб вижив після вибуху польової міни у Чечні.
У 1998 році разом з Шамілем Басаєвим, Хаттабом була створена Ісламська міжнародна миротворча бригада (також відомої як Ісламська миротворча армія). У серпні-вересні 1999 року вони привели вторгнення в Дагестан, що призвело до загибелі щонайменше кількох сотень людей та призвело до початку другої чеченської війни.

### Вибухи в Росії
Федеральна служба безпеки російська Федерації (ФСБ) оприлюднила висновки розслідування, щодо вибухів житлових будинків у Москві, Буйнакську та Волгодонську, звинувативши Хаттаба у проведенні та фінансуванні цих вибухів. Однак 14 вересня 1999 року Хаттаб у своєму інтерв'ю російському інформаційному агентству «Інтерфакс» в Грозному, сказав що він не має нічого спільного з вибухами в Москві, він заявив: «Ми б не хотіли бути схожими на тих, хто вбиває мирних жителів бомбами і снарядами».
Було висловлено багато сумнівів щодо достовірності звинувачень ФСБ, серед інших колишній офіцер ФСБ Олександр Литвиненко, вчений Девід Саттер та російський депутат Сергій Юшенков, який стверджував, що «напад, скоєний співробітниками ФСБ з метою законного поновлення воєнних дій у Чечні».

### Друга чеченська війна
Під час війни, Хаттаб брав участь у бойових діях проти російських військ на території Чечні, а також розподіляв новобранців та грошима (а також, за словами російської влади, Хаттаб планував напади в Росії)
Він провів декілька руйнівних атак, таких як «гірська битва» в результаті якої загинули щонайменше 84 російських парашутиста, а також напад на автоколону ОМОН поблизу Жані-Ведено, в результаті якого загинули щонайменше 52 російських вояка.

### Смерть та спадщина
Помилкове повідомлення про смерть Хаттаба, було оприлюднене із посиланням на свідоцтво полоненого у Гуантанамо. Омар Мохаммед Алі аль-Рамма стверджував, що він був свідком смерті Хаттаба, коли вони потрапили у засідку в селі Дуїсі, в Панкісській ущелині у Грузії 28 квітня 2002 року.
Пізніше Хаттаб пережив важке кульове поранення в живіт і підрив на міні. Він був убитий в ніч з 19 на 20 березня 2002 року, коли дагестанський посильний, найнятий російською ФСБ, дав Хаттабу отруєного листа. Дагестанський посильний був подвійним агентом, відомий як Ібрагім, як повідомляється, його вислідили і вбили через місяць в Азербайджані, за наказом Шаміля Басаєва. Наступником Ібн аль-Хаттаба був емір Абу аль-Валід.
«Хаттабка» — тепер популярна назва для саморобної ручної гранати.
Відео, на яких показують Хаттаба, досить поширені в Інтернеті, причому багато з яких доступно через вебсайт YouTube.